# Masaru Uchiyama
Masaru Uchiyama, född 14 april 1957 i Shizuoka prefektur, Japan, är en japansk tidigare fotbollsspelare.